# (175629) Lambertini
(175629) Lambertini es un asteroide perteneciente al cinturón de asteroides, descubierto el 19 de septiembre de 2007 por Fabrizio Tozzi y Mauro Graziani desde el Observatorio Skylive, Catania, Italia.

## Designación y nombre
Designado provisionalmente como 2007 SX1. Fue nombrado por Giovanni Lambertini (1916-1997) quien fue un fraile italiano y entusiasta de la ciencia que enseñó física y astronomía a numerosos niños. Uno de los fundadores del grupo de astrónomos aficionados de Rávena, despertó la pasión por la astronomía en muchos jóvenes, y este planeta menor fue descubierto por dos de ellos.

## Características orbitales
Lambertini está situado a una distancia media del Sol de 2,717 ua, pudiendo alejarse hasta 3,539 ua y acercarse hasta 1,895 ua. Su excentricidad es 0,303 y la inclinación orbital 6,671 grados. Emplea 1635,99 días en completar una órbita alrededor del Sol.
Los próximos acercamientos a la órbita de Júpiter ocurrirán el 28 de marzo de 2099, el 25 de marzo de 2135 y el 19 de marzo de 2171.

## Características físicas
La magnitud absoluta de Lambertini es 16,20. 